# 달마티아 왕국
달마티아 왕국(크로아티아어: Kraljevina Dalmacija, 독일어: Königreich Dalmatien, 이탈리아어: Regno di Dalmazia)은 달마티아에 있던 왕국으로 수도는 자다르이다. 1815년부터 1867년까지는 오스트리아 제국의 구성국, 1867년부터 1918년까지는 오스트리아-헝가리 제국의 구성국이었다. 오스트리아-헝가리 제국 시대에는 오스트리아령인 시스라이타니아의 일원으로 있었다.

## 같이 보기
- 달마티아
- 크로아티아의 역사
- 크로아티아 왕국 (합스부르크가)
- 크로아트-슬라본 왕국